# Adalbert Sorsich von Severin
Adalbert Sorsich von Severin (tudi Béla Sorchich von Severin), avstrijski general, * 17. april 1860, † 30. december 1930.

## Življenjepis
Njegov stari oče je bil leta 1822 povzdignjen v plemiča.
Sprva je vstopil v vojno mornarico, nato pa je leta 1875 vstopil v 25. poljskolovski bataljon (25. Feldjäger-Battalion). Potem ko je končal kadetsko šolo, je bil leta 1878 premeščen k pehoti; kot poročnik je sodeloval pri avstrijski okupaciji Bosne in Hercegovine. V letih 1888–1890 je bil predavatelj madžarščine na Terezijanski vojaški akademiji, pri čemer je bil leta 1889 povišan v stotnika. Od leta 1895 je bil poveljnik čete v 24. honvedskem pehotnem polku, nato pa je bil septembra 1898 imenovan za poveljnika Honvedske kadetske šole v Pécsu. Leta 1906 je bil povišan v podpolkovnika in istočasno imenovan za poveljnika 8. honvedskega pehotnega polka. Čez pet let (1911) je bil povišan v generalmajorja in naslednje leto (1912) je postal poveljnik 82. honvedske pehotne brigade. Marca 1914 je postal mestni poveljnik Budimpešte in novembra istega leta je bil povišan še v podmaršala. Septembra 1915 je postal poveljnik dveh, včasih treh etapnih madžarskih domobranskih brigad. Leta 1916 je bila ta skupina brigad preimenovana v 63. pehotno divizijo; septembra istega leta pa je prevzel poveljstvo 70. honvedske pehotne divizije. Leta 1918 je postal poveljnik 6. korpusa, bil maja istega leta povišan v generala pehote in julija istega leta bil imenovan za vojaškega poveljnika Kaschaua.
Upokojen je bil 1. januarja 1919.

## Odlikovanja
- poveljniški križec reda Leopolda

## Napredovanja
- poročnik: 1878
- stotnik: 1889
- major: ?
- podpolkovnik: 1906
- polkovnik: ?
- generalmajor: 1911
- podmaršal: 1914
- general pehote: 1918